# A contracorriente (álbum de El Canto del Loco)
A contracorriente es el segundo álbum de estudio del Canto del Loco. Se lanzó el 1 de marzo de 2002 en España. Fue el primero que produjo Nigel Walker y supuso una evolución dentro del grupo, siendo calificado como un álbum más maduro y con cortes rumberos. Se vendieron más de 155 000 copias.

## Lista de canciones
El disco estaba formado por 12 canciones, entre las cuales, una contaba con la colaboración de la cantante Amaia Montero que, por aquel entonces, era vocalista del grupo vasco La Oreja de Van Gogh. La canción Crash era una versión del clásico del grupo The Primitives.
| N.º | Título                                  | Duración |  |
| 1.  | «Son sueños»                            | 3:52     |  |
| 2.  | «Preguntas»                             | 3:23     |  |
| 3.  | «Vámonos»                               | 2:43     |  |
| 4.  | «Puede ser» (A dueto con Amaia Montero) | 3:00     |  |
| 5.  | «A contracorriente»                     | 3:01     |  |
| 6.  | «Una salida»                            | 3:02     |  |
| 7.  | «Contigo»                               | 3:32     |  |
| 8.  | «Tremendo»                              | 2:58     |  |
| 9.  | «Súper héroe»                           | 3:06     |  |
| 10. | «Para siempre»                          | 3:20     |  |
| 11. | «Crash»                                 | 2:29     |  |
| 12. | «Aquellos años locos» (Bonus track)     | 2:21     |  |